# Kaple Panny Marie (Bednárec)
Návesní kaple Panny Marie stojí na katastrálním území Bednárec v okrese Jindřichův Hradec. Kaple, která je příkladem barokní vesnické architektury, byla v roce 1963 zapsána do Ústředního seznamu kulturních památek České republiky.

## Historie
Kaple zasvěcená Panně Marii byla postavena v roce 1795 v západní části návsi obce Bednárec.

## Architektura
Kaple je barokní zděná omítaná stavba postavena na půdorysu skoro čtverce, je zastřešená stanovou střechou s polygonální lucernou zakončenou malou cibulovou bání. Nároží kaple jsou zaoblená, hlavní průčelí je rámováno lizénami. Vstup je pravoúhlý s obdélně zaklenutým nadsvětlíkem. Portál je kamenný stuhový s datací 1795. Vnitřní prostor je zaklenut křížovou klenbou.

### Pieta
Do roku 1965 se v kapli nacházela pozdně gotická dřevěná socha Piety. Řezbář sochy z počátku 16. století není známý, snad jde o jihočeského řezbáře. Socha o rozměrech 150×87×43 cm je provedena z lipového dřeva, vzadu je vyhloubena, Je projevem zlidovělého rázu s prvky soudobého švábského umění. Pieta byla pravděpodobně přenesena z gotického kostela svatého Prokopa v Jarošově nad Nežárkou. Socha (je majetkem obce Bednárec) byla na náklady Alšovy jihočeské galerie v Hluboké nad Vltavou (AJG) restaurována a po výstavě Jihočeská pozdní gotika 1450 - 1530 v roce 1965, kde byla zapůjčena, zůstala součástí stálé expozice AJG na Hluboké.